# Plotr

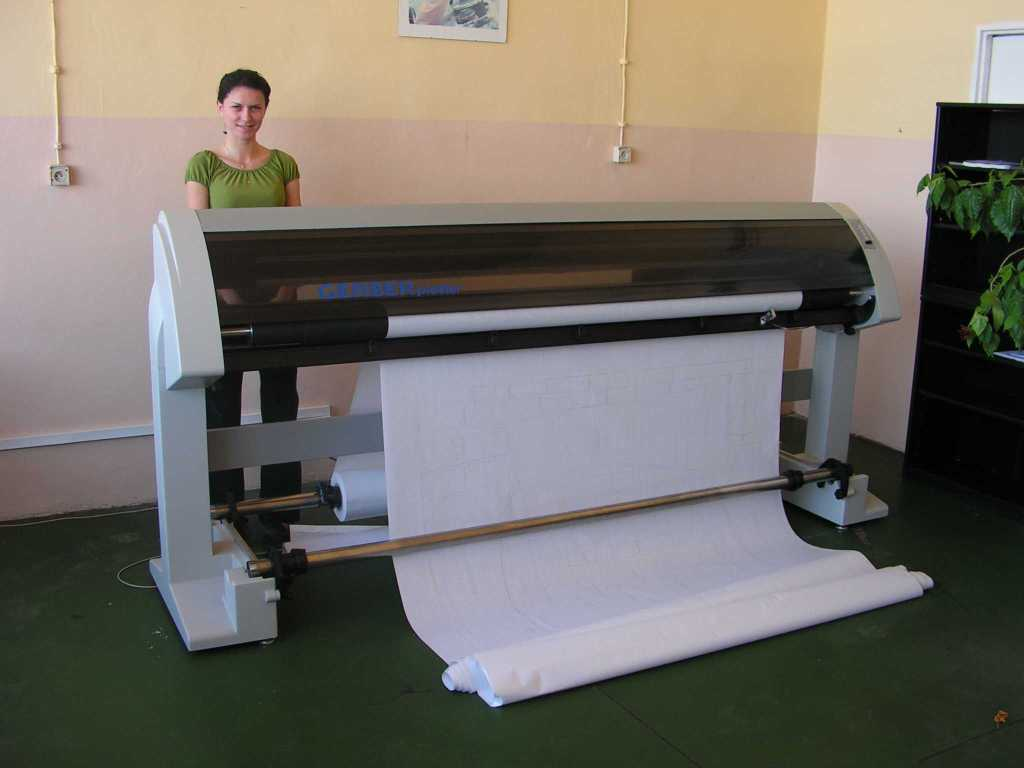
Inkoustový plotr

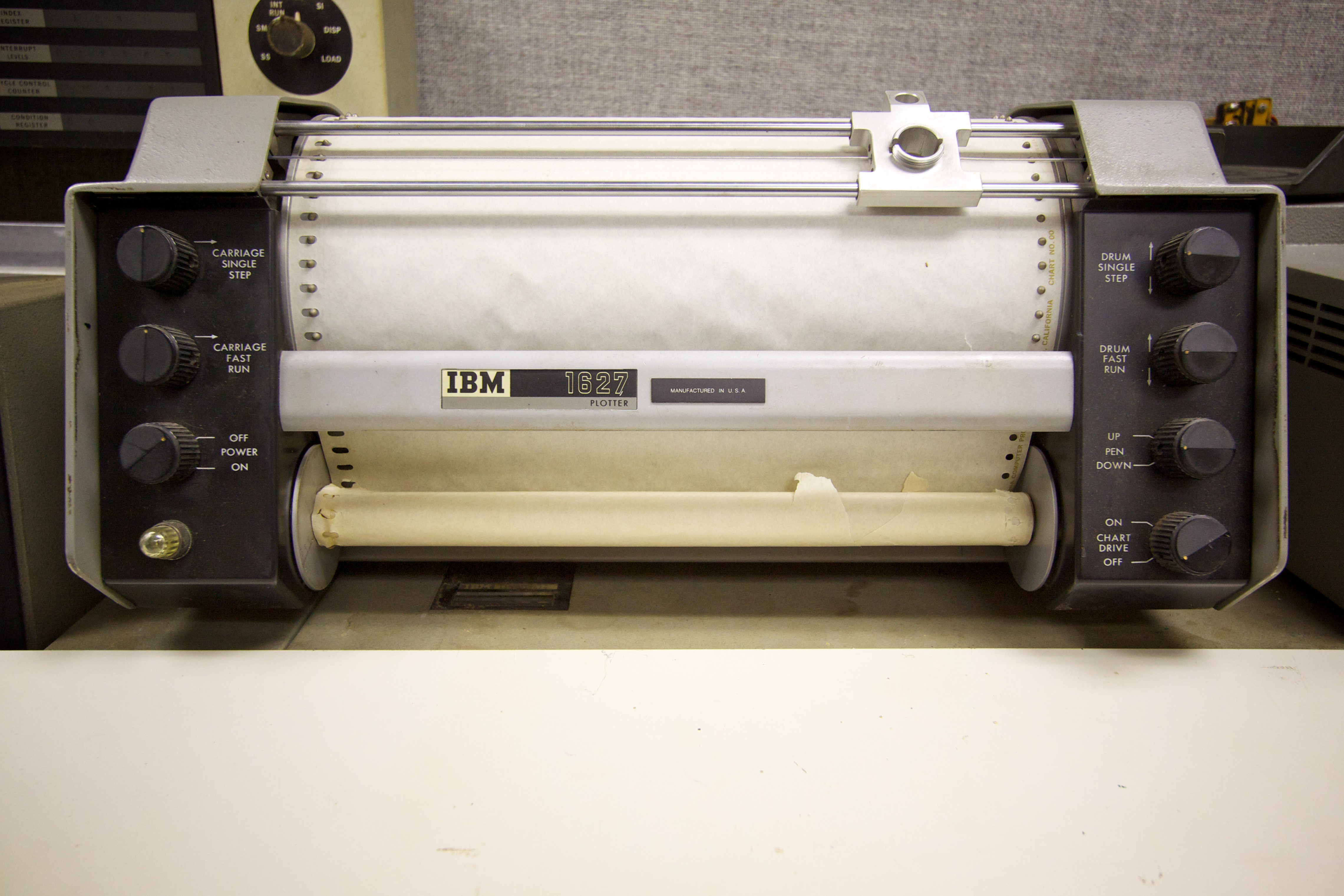
Stolní plotr pro připojení k měřicím zařízením

Plotr (plotter, také souřadnicový zapisovač) je grafické výstupní zařízení počítače.
Klasický plotr kreslí obraz pomocí tužky nebo pera. Existují ale i varianty s inkoustovou tiskovou hlavou podobnou klasické tiskárně, případně řezací plotry, kde místo pera je nástroj na řezání (reklamní fólie na auta). Medium (papír) může být pohyblivé v jedné ose nebo je pevně umístěno a pohybuje se pouze pero.
Použití je převážně na technické výkresy, které kvůli rozměrům nelze na běžné tiskárně vytisknout.
Plotry (CNC stroje) jsou také často využívány při gravírování.

## Historie plotru
Plotr byl dříve základním výstupním zařízením pro typické CAD aplikace (AutoCAD apod.), neboť je uzpůsoben především pro kreslení vektorové grafiky, která je pro použití těchto programů typická. Naopak dnešní plotry jsou schopné zpracovávat jak vektorový, tak bitmapový popis stránky.
V současné době se můžeme setkat s několika různými technologiemi činnosti plotrů, které se od sebe navzájem odlišují jak cenově, tak i oblastí nasazení. Zatímco např. perové plotry jsou určeny především pro výstup z klasických CAD aplikací, plotry inkoustové nebo laserové je možno využívat i jako velkoplošnou tiskárnu. Oblast nasazení plotrů vyřezávacích se od ostatních technologií odlišuje velmi významně a tyto plotry jsou určeny především pro nasazení v oblasti reklamy. Existují dvě základní varianty provedení plotrů.

## Typy plotrů

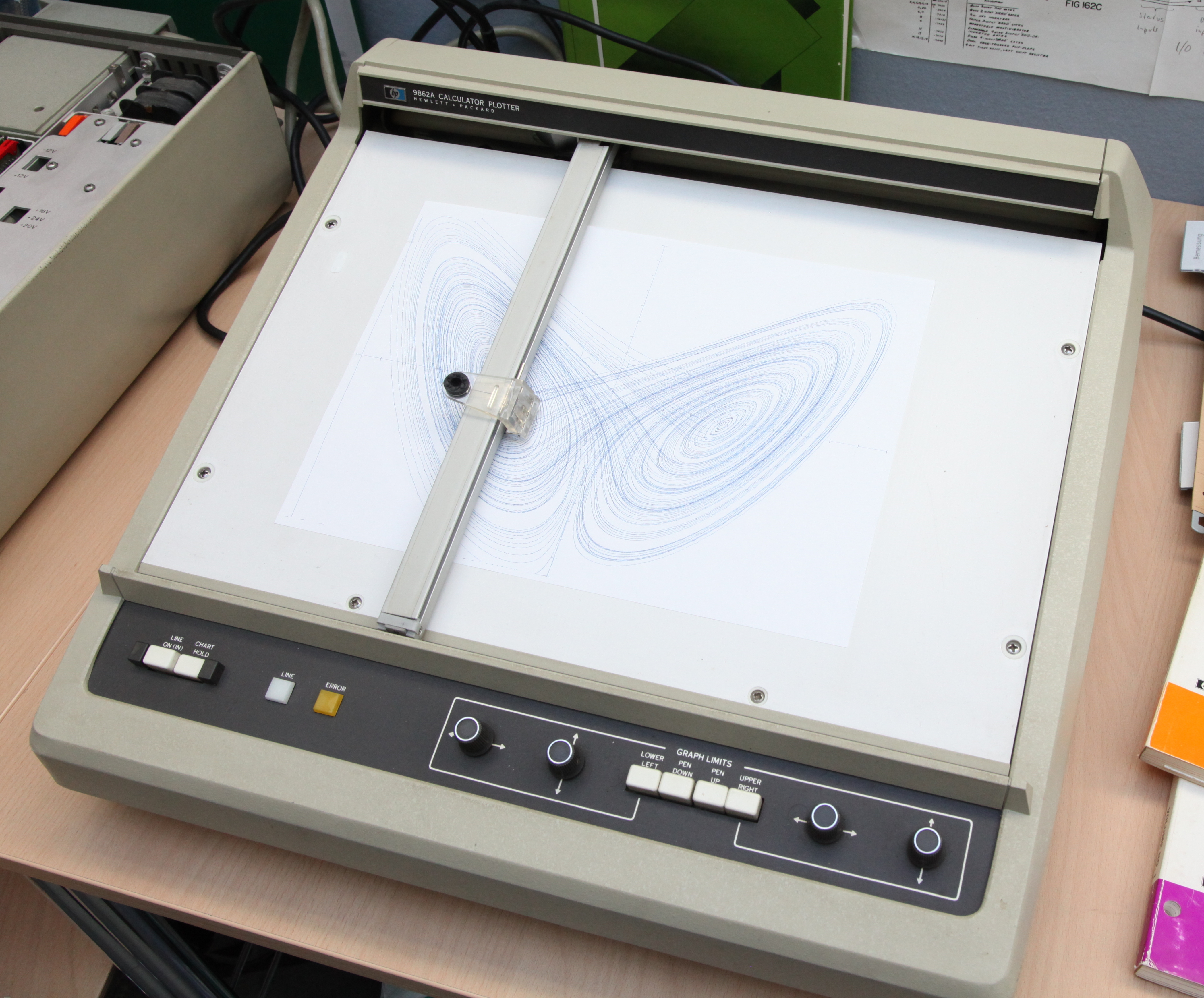
X-Y plotr

Podle mechanismu posuvu po kreslicí ploše lze plotry rozdělit do dvou skupin.
- První skupinou jsou tzv. deskové, nebo též stolní plotry, u nichž se papír umísťuje celý na kreslicí plochu. Nad touto plochou je umístěna jakási obdoba portálového jeřábu s kreslicí hlavou, která se pohybuje jednak po kolejničce uvnitř ramene napříč kreslicí plochou a jednak s celým kreslicím ramenem po kolejnici podél kreslicí plochy. Upevnění papíru je zabezpečované téměř výhradně elektrostaticky, u některých starších plotrů se proto vyskytovaly problémy s nedostatečným vybitím po ukončení kreslení. Od deskových plotrů se v poslední době upouští (především u plotrů větších rozměrů), neboť jimi zastavěná plocha bývá neúnosně velká. Také je u nich limitován rozměr obou směrů obrazu velikostí kreslicí plochy.
- Stojanový plotr posunuje kreslicí hlavu pouze v jednom směru – napříč papírem. Celá kreslicí plocha také není umístěna na desce, ale papír volně visí po obou stranách plotru. Pohyb papíru bývá zajišťován přítlačnými válečky podobně jako u mandlu. Vypnutí papíru je zabezpečováno podtlakem pod kreslicí plochou, který je vyvolán pomocí otvorů mimo prostor, v němž se pohybuje kreslicí hlava nebo u modernějších plotrů též elektrostaticky. Stojanový plotr odstraňuje obě zásadní nevýhody deskových plotrů, velkou zastavěnou plochu a omezení délky obrazu, proto je v současné době více rozšířen. Hlavním záporem je poměrně složitý mechanismus pro posun papíru, který musí zabezpečit, že i při několikerém posuvu se papír nepohne a bod s určitými souřadnicemi bude ležet na stále stejném místě papíru.

### Perový plotr

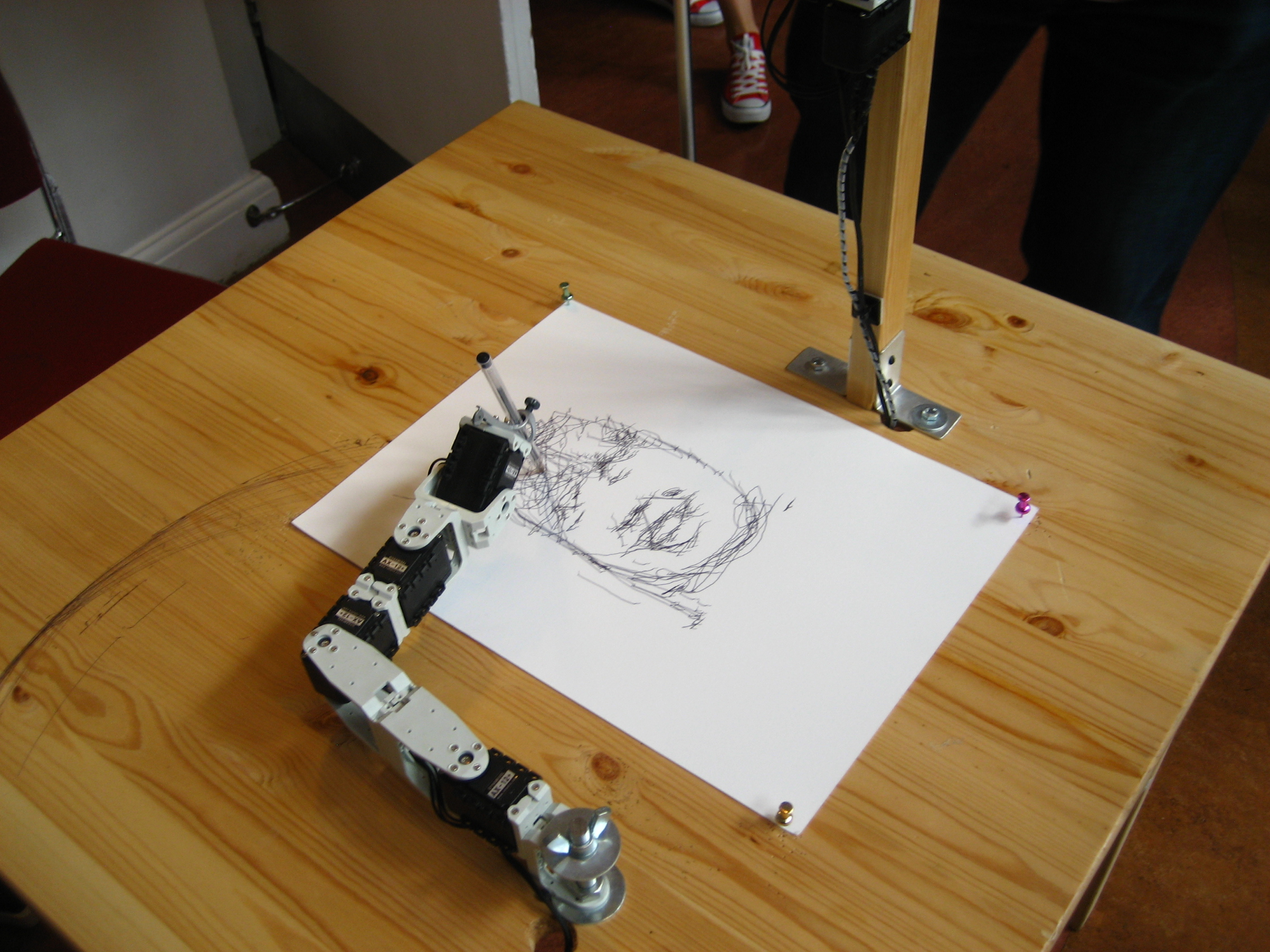
Robotický plotr ovládaný počítačem

Nejstarší, klasickou, technologií jsou perové plotry. Proto jsou také v současnosti nejvíce rozšířeny. Jádrem technologie perového plotru je využití kreslicího pera, které se pohybuje ve dvou směrech nad papírem (deskový plotr), popř. jeho pohyb v jednom směru nahrazuje pohyb papíru (stojanový plotr). Barevné kresby se dosahuje díky tomu, že kreslicí hlava může být vybavena několika kreslicími pery, popř. disponuje několika kreslicími pery v kruhovém zásobníku (tzv. karuselu), z něhož si vždy jedno pero vybírá a používá ke kreslení.
Velice důležitá je u perových plotrů kvalita kreslicího pera, přesněji řečeno především jeho hrotu. Ten musí být dostatečně pevný, aby snesl nárazy při sklápění pera a namáhání při vykreslování čar. Přitom nesmí poškozovat kreslicí médium. Obdobně důležité jsou i parametry inkoustu. Inkoust musí dostatečně rychle zasychat (aby nedocházelo k rozmazávání kresby) a přitom nesmí hrozit jeho zasychání v kreslicím peru, které by se mohlo buď poškodit, nebo by se zhoršovala kvalita výstupu. Samozřejmě vhodné vlastnosti musí vykazovat i kreslicí médium – nesmí pouštět vlákna (prach), nesmí se na něm rozpíjet inkoust, atd.
Perové plotry dosahují oproti jiným technologiím nižší rychlosti kresby, i jejich ovládání je složitější, avšak díky tomu, že jde o dobře propracovanou a dokonale zvládnutou technologii, umožňují dosáhnout vynikající kvality čar. Velice významnou výhodou perových plotrů je i výrazně nižší pořizovací cena než u jiných plotrů a nižší provozní náklady.

#### Tužkový plotr
Můžeme se setkat s plotry tužkovými využívajícími různé speciální barevné tužky (jejich významnou výhodou je možnost použít tužky s různě širokou tuhou a tím jednoduše kreslit čáry různé šířky), popř. s plotry, jejichž kreslicí „pero” spíše připomíná známý popisovač (fix).

#### Vyřezávací plotr
V každodenním životě se velice často setkáváme s výstupem zvláštní třídy plotrů označovaných jako vyřezávací plotry. Tyto plotry jsou v zásadě pouze variací na téma perový plotr, od kterých se odlišují pouze tím, že místo pera jsou vybaveny speciálním vyřezávacím nožem.
Jako médium se ve spojení s těmito plotry využívá dvojvrstvá fólie, kdy spodní vrstva je pevný nosný materiál, který není vyřezávacím nožem proříznut, na který je přilepena prořezávaná samolepicí vrchní vrstva (může mít různou barvu), jde tedy vlastně o obdobu samolepicí tapety. Některé vyřezávací plotry otáčejí vyřezávací nůž aktivně, podle směru vyřezávání, jiné pouze pasívně odvozeně od pohybu kreslicí (vyřezávací) hlavy a fólie. Plotry s aktivním otáčením vyřezávacího nože umožňují dosáhnout jemnějších přechodů při prudkých změnách směru vyřezávání, řízení otáčení vyřezávacího nože elektronikou však zvyšuje významně jejich cenu a nepříznivě působí i na rychlost vyřezávání.

### Inkoustový plotr
Inkoustové plotry (někdy též označované jako tryskové) jsou zvětšenou variací na téma inkoustové tiskárny. Jejich technologie tisku je téměř totožná s technologií tisku inkoustových tiskáren. Inkoustové plotry jsou často také schopny emulovat jazyk PCL nebo PostScript a pracovat jako tiskárna. Naopak některé kvalitnější inkoustové tiskárny jsou schopné emulovat i jazyk HPGL/2 a pracovat jako plotry. Je možno říci, že mezi inkoustovými plotry a tiskárnami se vytvořilo určité rozhraní odpovídající formátu A3.
Velkou výhodou inkoustových plotrů je možnost kreslit nejen vektorovou grafiku, ale i grafiku bitovou, popř. smíšenou, neboť jsou technicky řešeny obdobně jako tiskárna. Barevné spektrum je omezeno na pouhých osm barev (smísením tří základních barev CMY), popř. 16 barev v případě použití čtyřbarevné kreslicí hlavy (CMYK). Některé dokonalejší inkoustové plotry jsou navíc vybaveny možností několikastupňového řízení dávkování inkoustu (zpravidla čtyři úrovně), čímž je možno dosáhnout širšího spektra barev (64 barev při inkoustech CMY, popř. 256 barev při použití čtveřice inkoustů CMYK). Podobně jako u inkoustových tiskáren je možno optimální kvality dosáhnout při použití speciálního papíru, vyhoví však jakýkoli papír, který neobsahuje papírový prach a na němž se inkoust nerozpíjí.
Inkoustové plotry sice nedosahují kvality vektorové kresby perových plotrů, přesto je jejich kvalita pro většinu aplikací plně postačující. Jejich další nevýhodou jsou vyšší provozní náklady způsobené vyšší cenou inkoustu. Výhodami je především možnost kresby bitové grafiky a vyšší rychlost kreslení než u klasických perových plotrů. Ideální oblastí nasazení inkoustových plotrů jsou rozměrově rozsáhlé výstupy, v nichž se kombinuje bitová a vektorová grafika (plakáty, billboardy, apod.). V současné době jsou inkoustové plotry ze všech technologií prodávány nejvíce a je možno očekávat, že v nejbližší době se bude tato technologie ze všech technologií plotrů rozvíjet nejvíce.